# Dorfkirche Rutha

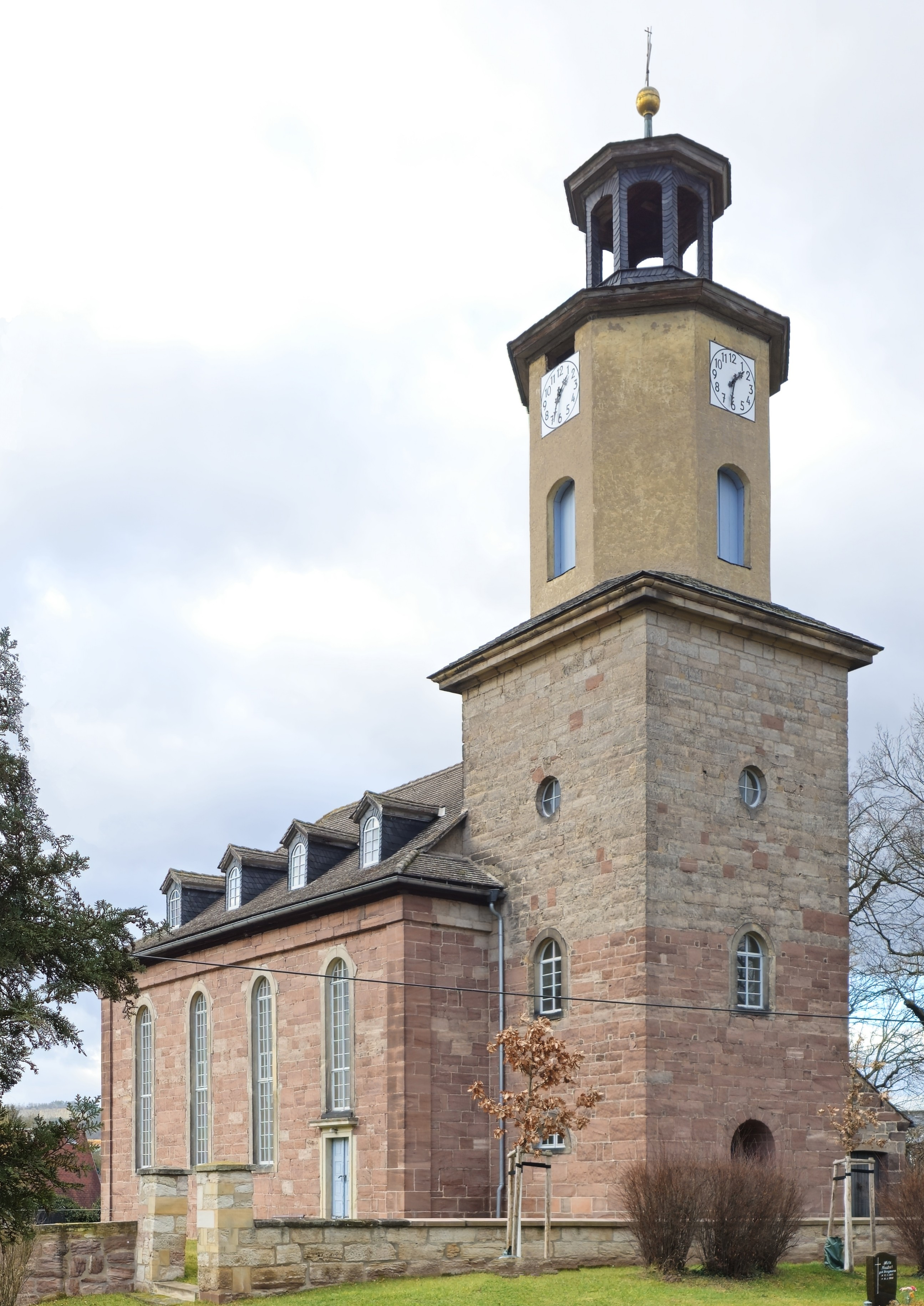
Die Kirche

Die Dorfkirche Rutha steht im Zentrum von Rutha im Saale-Holzland-Kreis in Thüringen. Die Kirchgemeinde gehört zum Kirchenkreis Jena der Evangelischen Kirche in Mitteldeutschland.

## Beschreibung

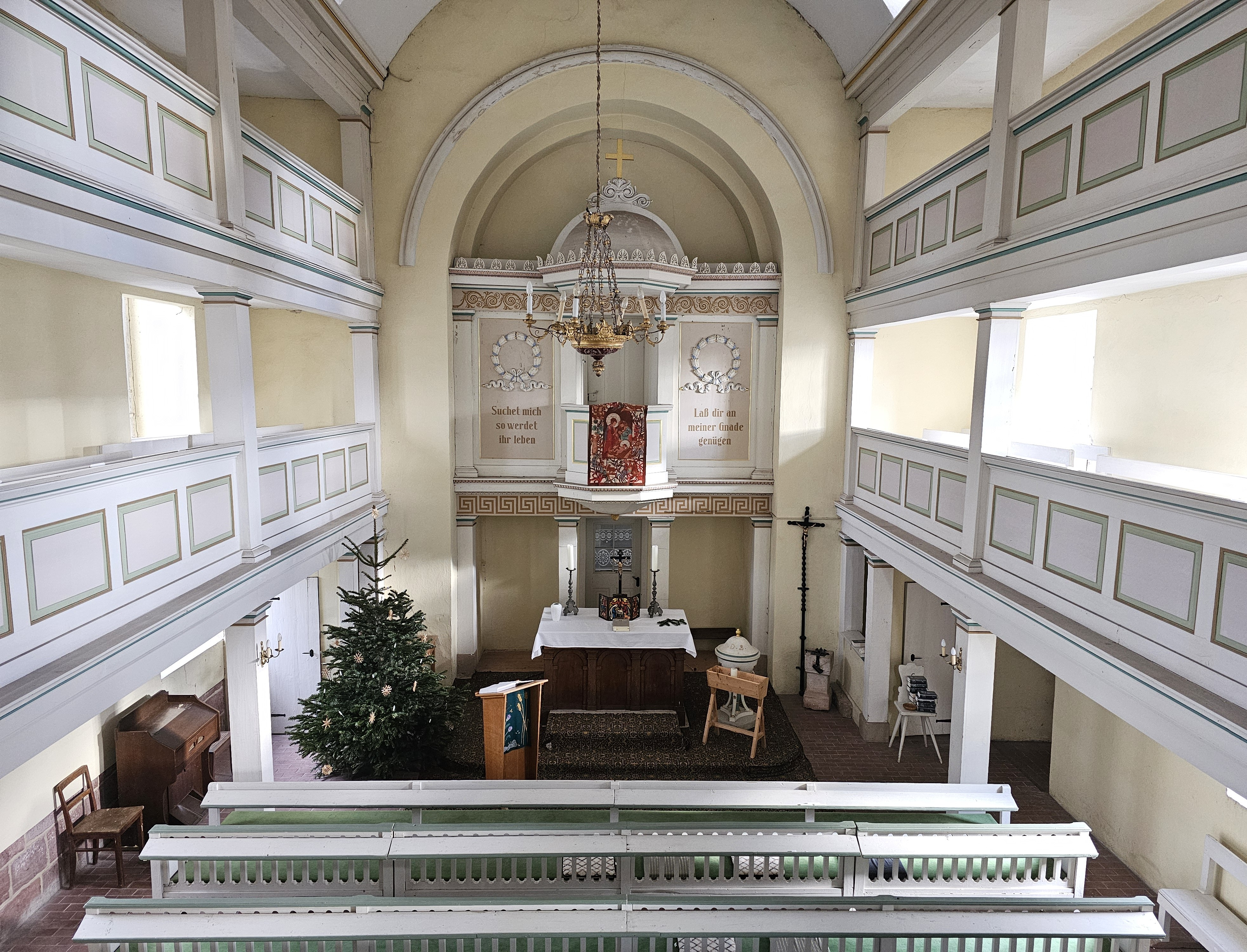
Innenraum

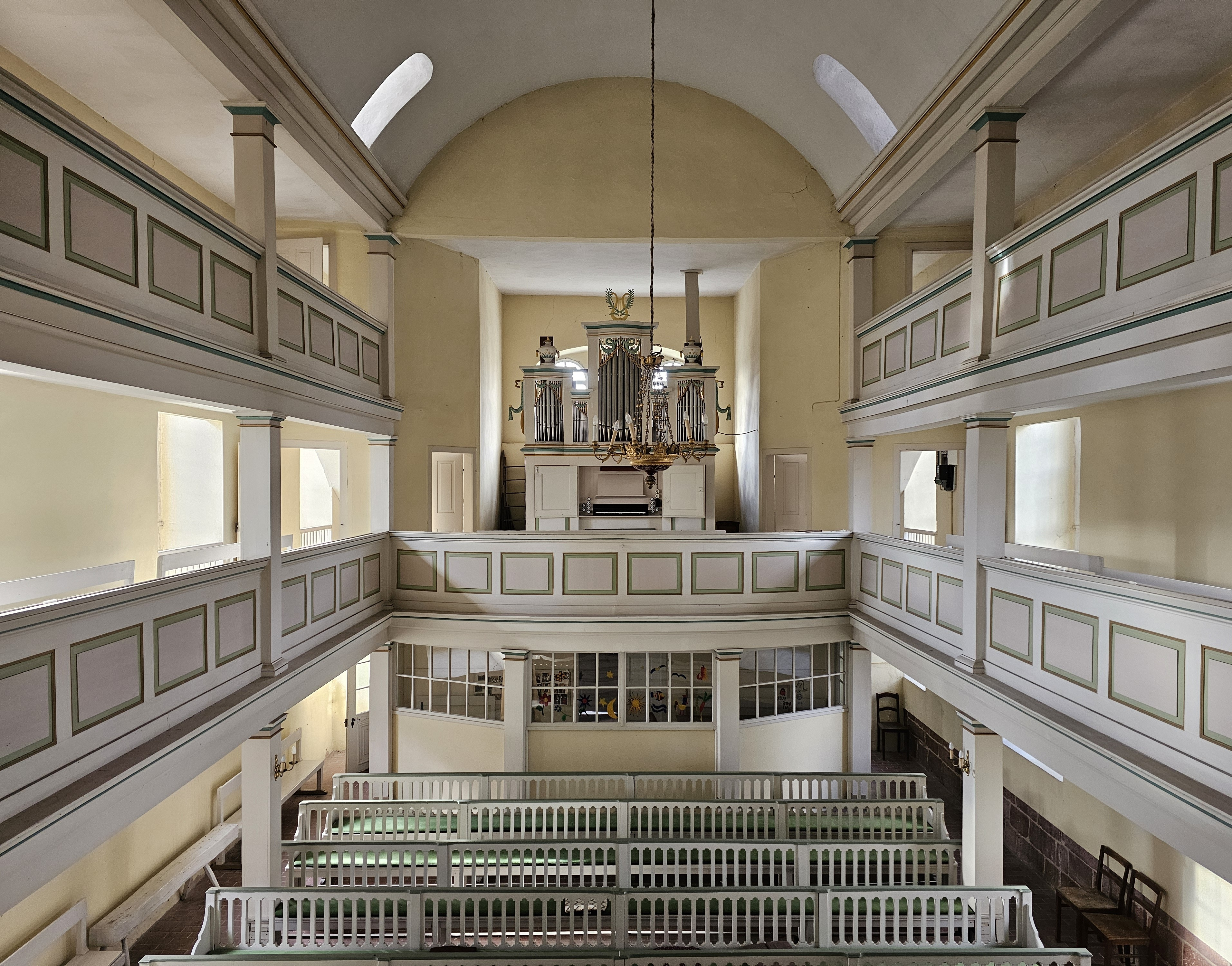
Blick zur Orgel

Die nach einem Entwurf von Carl Georg Kirchner aus Weimar 1840–1842 erbaute Kirche ist ein äußerlich ein gut proportionierter,  Quaderbau an den LÄngsseiten steinsichtig. Die weiß verputzte Westfassade mit dem Haupteingang ist durch zwei steinsichtige Lisenen und zwei Gesimse in neun Felder gegliedert. Fenster und Portal Formen der Renaissance angenähert. An den Langseiten befinden sich Rundbogenfenster.
Auf dem eingezogenen, quadratischen Kirchturm befindet sich ein verputzter, achteckiger Aufbau mit Laterne und Uhr.
Der Kirchenraum ist eine klassizistische Emporenhalle. Das Mittelschiff ist mit einer verputzten hölzernen Segmentbogentonne gedeckt. Vier Gauben sind so darin integriert, dass der Raumeindruck nicht in Richtung Basilka verändert wird. Beide Seitenschiffe sind mit zweigeschosigen Emporen gefüllt. Die hölzernen Pfeiler imitieren Steinpfeiler und haben unter den Emporen und an der Decke eingache klassische Kapitelle. Sie tragen Unterzüge nach dem Vorbild antiker Architrave.
Die Orgel auf der Empore wurde um 1840 von Daniel Adolf Poppe erbaut. Sie besitzt 9 Register auf einem Manual und Pedal. Eine Überholung erfolgte 1986 durch Norbert Sperschneider.